# ハミルカル1世
ハミルカル1世はマゴ朝のカルタゴ王で、紀元前510年から紀元前480年まで在位した。第一次ヒメラの戦いで敗死し、その後も名目上は王制が維持されたものの、カルタゴにおける王権は低下した。

## 統治

### ローマとの条約
カルタゴはいくつかの国家と条約を結んでいるが、最も有名なのは共和政ローマとの条約である。紀元前509年に締結された条約では、勢力圏と商業地域の正式な分割が含まれていた。この条約はカルタゴがシケリア（シチリア）およびサルディニア（サルデーニャ）、さらにはエンポリオンやアフリカのボン岬の南方にまでを支配領域としていたことを示す、最初の資料である。ローマはエトルリアとの紛争を支援してもらうためにポカイアおよびクマエとの条約を締結していたために、カルタゴはローマとの条約を結んだのかもしれない。カルタゴは同様の条約を、エトルリアおよびシケリアのフェニキア・ギリシア植民都市とも締結した。
紀元前6世紀終わりまでに、カルタゴは古いフェニキアの植民都市をほとんど占領した。ハルドメントゥム（en）、ウティカ、ケルクアン等で、また現在のモロッコからキレナイカとの国境にいたるまでの北アフリカ沿岸の古代リビュア部族を服属させていた。また、これら植民地と商業を守るための戦争を行っていた。しかしながら、現在まで伝えられているのはシケリアのギリシア植民都市との戦争についてのみであり、カルタゴが「シケリアに目を奪われていた」との印象を与える。

### 第一次シケリア戦争
シケリアはカルタゴにとって玄関前の階段のような場所に位置しており、紛争の舞台となった。古い時代から、ギリシア人もフェニキア人もこの大きな島に魅了され、その沿岸沿いに多くの植民都市と交易拠点を建設していた。何十年もの間、これら植民都市間で小さな戦争が繰り返されていた。カルタゴは、少なくとも、紀元前580年と紀元前510年（スパルタの王子ドリエウスの活動）のギリシアのシケリア西部侵入には対応しており、ディオドロスによると両者の戦争でヘラクレアが破壊された。
シケリア西部のカルタゴ領都市としては、モティア、パノルムス（現在のパレルモ）およびソルスがあった。紀元前490年までに、カルタゴはギリシア都市であるセリヌス、ヒメラおよびザンクル（現在のメッシーナ）と条約を結んでいた。シュラクサイの僭主ゲロンは、他のギリシア都市の支援も受け、紀元前485年からシケリアのギリシア植民都市を統合しようとしていた。アクラガス（現在のアグリジェント）の僭主で、ゲロンの義理の父であるテロンが、紀元前483年にヒメラの僭主テリルスを追放すると、カルタゴはテルリスの義理の父であるレギオン（レッジョ・ディ・カラブリア）に僭主アナクラシスの要請を受け入れて、これに介入することを決断した。
ハミルカルは、3年の準備期間をかけてカルタゴの歴史上最大の海外遠征軍を組織し、シケリアに向かって出帆した。この遠征はペルシア帝国のクセルクセス1世によるギリシア本土侵攻（ペルシア戦争）と同時期に行われたため、カルタゴとペルシアが同盟していたのではないかとの見方もあるが、それを裏付ける資料はない。航海途中にカルタゴ艦隊は嵐に遭遇し、上陸した陸軍も第一次ヒメラの戦いでゲロンが指揮するヒメラ、アクラガス、シュラクサイ連合軍に敗北、ハミルカルも戦死した。カルタゴはギリシア側と講和条約を結び、賠償金として銀2000タレントを支払ったが、シケリアの領土は失わなかった。

## カルタゴ王権の弱体化
ヒメラでの敗北は、カルタゴの政治、経済双方に影響を与えた。政治的には、古くからの貴族からなる政府が失脚し、市民の力が強くなった。「王」は依然として選ばれたものの、その権力は低下し、元老院と「104人裁判所」が政治を支配し、またスフス（ローマの執政官に相当）の影響力が強まった。経済的には中東との海洋貿易はギリシア本土とよって遮断され、マグナ・グラエキアの植民都市はカルタゴの貿易業者をボイコットした。このために地中海の西側との海洋貿易と、東側とのキャラバン貿易が開始された。ハミルカルの息子のギスコは追放され、その後70年間シケリアのギリシア都市に対する攻撃や、ギリシアと紛争を起こしていたシケリア先住民・エトルリア人に対する支援は行わなかった。この間にシュラクサイはシケリアのギリシア都市の指導的立場を得た。ギリシアに対する軍事行動がなかった事から、カルタゴはヒメラの戦いのあとしばらくの間、軍事的能力がかなり低下していたことが示唆される.。